# Janiculum

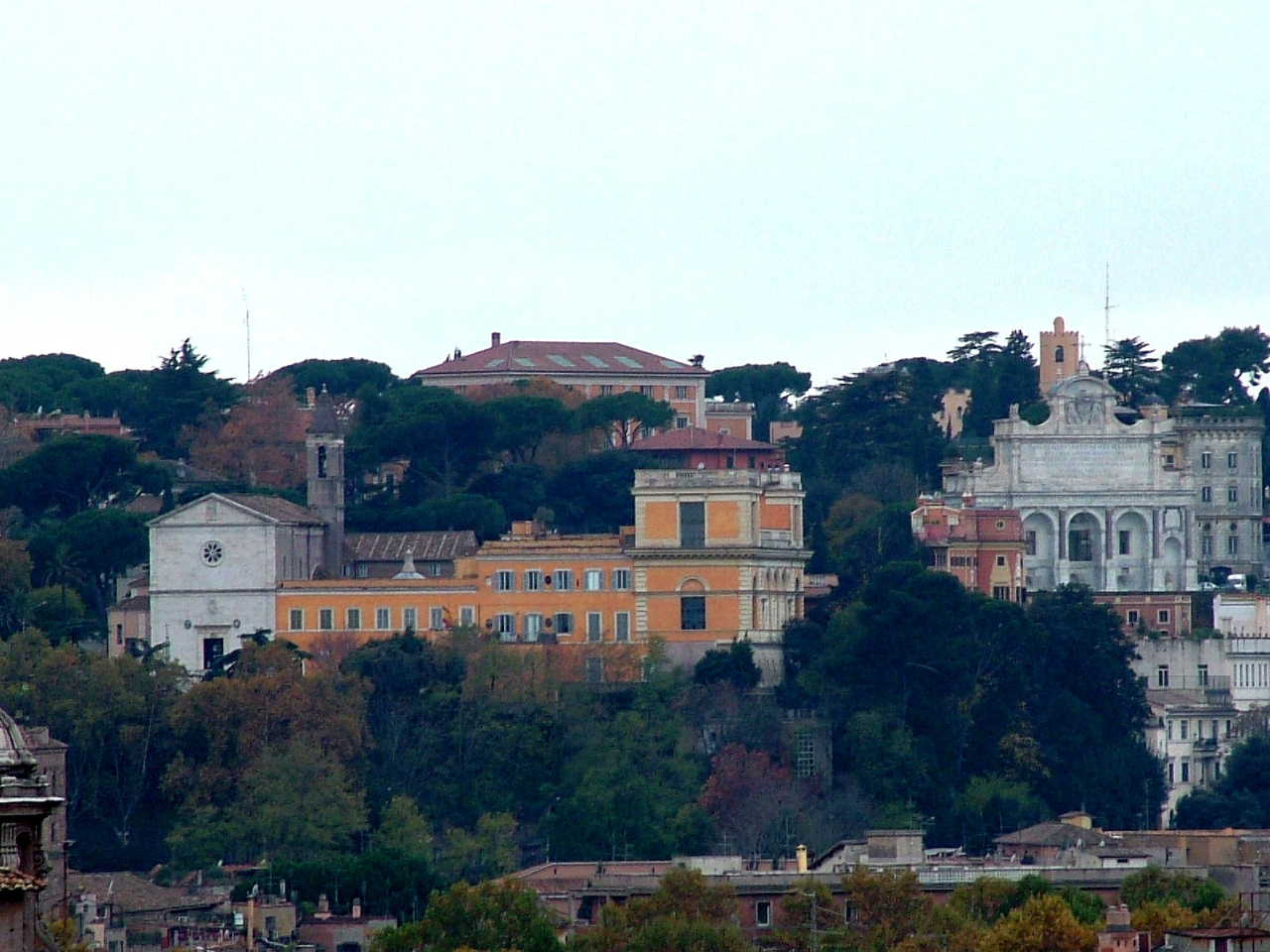
Janiculum med bland annat klostret San Pietro in Montorio och fontänen Fontana dell'Acqua Paola.

Janiculum, italienska Gianicolo, är en vidsträckt kulle, väster om stadsdelen Trastevere i Rom.
Janiculum var centrum för dyrkan av guden Janus. Från Janiculum hade augurerna ett bra ställe för att studera auspicierna. Enligt Livius var det kung Ancus Marcius som inkorporerade Janiculum i Rom för att förhindra att kullen ockuperades av fienden. Den omgärdades av en mur och en bro byggdes över Tibern för att förena Janiculum med resten av staden. Under kriget mellan Rom och Clusium år 508 f.Kr. intog den etruskiske kungen Lars Porsenna Janiculum och belägrade Rom. I Rom fruktade man att folket skulle, överväldigat av skräck, motta Lars Porsenna och hans kungafamilj och köpa sig fred samtidigt som de skulle ge upp sin frihet. Senaten tog därför bland annat över saltförsäljningen på egen bekostnad. Allmänheten befriades också från tullar och andra pålagor. Då fienden nalkades, flyttade var och en från landet in till staden. Själva staden omgavs med vakter. Vissa delar tycktes skyddade av murarna, andra av Tibern. Pålbryggan kunde dock ha förlorats om inte en man vid namn Horatius Cocles ensam hade försvarat den. Plötsligt brast bryggan under trycket av alla fiender som sökte tränga på och fienderna hamnade i Tibern. Porsenna, vars första försök hade misslyckats, ändrade nu sin plan, från stormning till belägring.
På Janiculum återfinns bland annat kyrkan San Pietro in Montorio, med Bramantes Tempietto, samt Villa Lante.
År 1849 rasade strider på Janiculum mellan Garibaldis soldater och franska påvetrogna trupper. Ett flertal monument har rests för de fallna ”garibaldisterna”. På samtliga står devisen ROMA O MORTE (”Rom eller döden”).